# Виттельсбах, Конрад фон
Конрад фон Виттельсбах (нем. Konrad von Wittelsbach), (1120/1130, Германия — 25 октября 1200, Нойштадт-ан-дер-Айш, Бавария) — немецкий кардинал. Архиепископ Майнца (под именем Конрад I) в 1161—1165 и 1183—1200 годах. Архиепископ Зальцбурга (под именем Конрад III) в 1177—1183 годах. Декан Коллегии кардиналов с 1181 года. Четвёртый сын пфальцграфа Баварии Оттона IV фон Виттельсбаха и Эйлики фон Петтендорф.

## Биография
Первоначальное образование Конрад получил в школе при кафедральном соборе Зальцбурга, позже учился в Париже и Болонье. В 1161 году вернулся в Зальцбург в качестве каноника, потом переместился в собор Аугсбурга.
Избран архиепископом Майнца в мае 1161 года. Не поддержав антипапу Виктора V, попал в немилость к императору Фридриху I Барбаросса. Консистория 1163 года провозгласила его кардиналом-священником Сан-Марчелло.
В итоге в 1165 году Конрад был лишён Майнцского архиепископства. В 1177 году он в качестве компенсации он получил архиепископство Зальцбург.
В 1179 году Конрад вместе со старшим братом, пфальцграфом Баварии Оттоном (будущим герцогом Баварии), был послан императором в Италию с дипломатическим поручением.
После смерти в 1183 году герцога Баварии Оттона Конрад вместе с двумя братьями, пфальцграфом Баварии Оттоном VI (VII) (умершим в 1189 году) и Фридрихом II, пфальцграфом Вёрта и графом Ленгенфельда, а также вдовой герцога, Агнес ван Лооз (умершей в 1191 году), стал регентом при малолетнем племяннике Людвиге I. Кроме того, в том же году умер архиепископ Майнца Кристиан I фон Бух, после чего архиепископство вновь было передано Конраду.
В дальнейшем Конрад держал сторону императора Фридриха I Барбароссы, а после его смерти — Генриха VI.
Конрад умер 25 октября 1200 года.